# Egypt Defence Expo
Die Egypt Defence Expo oder EDEX, (arabisch إيديكس مصر, DMG Īdīks Miṣr) ist die erste internationale Verteidigungsausstellung in Ägypten, die sich mit Luft-, Land- und Seemilitärtechnologien befasst. Die Ausstellung findet alle zwei Jahre im Egypt International Exhibition Center in Neu-Kairo statt. Die Clarion Events Defence and Security organisiert die Ausstellung in Zusammenarbeit mit den ägyptischen Streitkräften und dem Ministerium für Militärproduktion. EDEX zielt darauf ab, wichtige Verteidigungs- und Sicherheitsakteure aus der Region und der ganzen Welt zusammenzubringen.

## Ankündigung
Während einer Pressekonferenz in Kairo im Dezember 2017 kündigten die ägyptischen Streitkräfte an, dass Ägypten 2018 unter der Schirmherrschaft von Präsident Abd al-Fattah as-Sisi, dem Präsidenten der Arabischen Republik Ägypten und dem Obersten Befehlshaber der ägyptischen Streitkräfte, unter dem Namen „Egypt Defence Expo“ (EDEX) eine große internationale Verteidigungsausstellung ausrichten würde.

## Veranstaltungsort
Die Veranstaltung findet im neuen Egypt International Exhibition Center (EIEC) statt. Das Ausstellungszentrum wurde im Oktober 2017 von den Streitkräften in Neu-Kairo gegründet. Es gilt als das größte internationale Ausstellungszentrum in Ägypten.

## EDEX 2018
Die Egypt Defence Expo 2018 fand vom 3. bis 5. Dezember 2018 statt. Über 350 internationale Verteidigungs- und Sicherheitshersteller aus über 40 Ländern nahmen als Aussteller teil, und über 30.000 Besucher besuchten die Ausstellung.

## EDEX 2021
Das zweite Mal fand sie vom 29. November bis zum 2. Dezember 2021 im EIEC in Neu-Kairo mit über 400 Ausstellern und 30.000 Besuchern statt.